# Serjania curassavica
Serjania curassavica är en kinesträdsväxtart som först beskrevs av Carl von Linné, och fick sitt nu gällande namn av Ludwig Radlkofer. Serjania curassavica ingår i släktet Serjania och familjen kinesträdsväxter. Inga underarter finns listade i Catalogue of Life.